# Alemanština
Alemanština (někdy psáno alemannština) neboli alemanské dialekty je skupina dialektů němčiny (hornoněmeckých dialektů), kterými se mluví ve Švýcarsku (kromě jeho západní části a kantonu Ticino na jihu), dále na většině území německé spolkové země Bádensko-Württembersko (bez jeho severní třetiny území), v západní části Bavorska (vládní obvod Švábsko), v rakouské spolkové zemi Vorarlbersko, v Lichtenštejnsku, v bývalém francouzském regionu Alsasko a také v malé části Itálie a ve Venezuele (město Colonia Tovar). Alemanské dialekty, kterými se mluví na území Švýcarska, jsou souhrnně označovány jako tzv. švýcarská němčina. Celkem alemanskými dialekty mluví zhruba 10 miliónů lidí. Název této skupiny dialektů je odvozen od germánského kmene Alamanů.

## Dělení
- švábština
- dolní alemanština
  - bodamská alemanština
  - hornorýnská alemanština (její variantou je i alsaština)
  - basilejská alemanština
  - Alemán Coloniero ve Venezuele
- horní alemanština
  - většina dialektů švýcarské němčiny
  - jižní vorarlberština
- nejvyšší alemanština
  - valiština (dialekt švýcarského kantonu Wallis)

## Galerie
|  |  |  |  |
|  |  |  |  |